# Lehota pod Vtáčnikom
Lehota pod Vtáčnikom (Hongaars: Papszabadi) is een Slowaakse gemeente in de regio Trenčín, en maakt deel uit van het district Prievidza.
Lehota pod Vtáčnikom telt 3.929 inwoners.